# Monts Dabie
Les monts Dabie (caractères chinois : 大别山 ; pinyin : dà bié shān) constituent une chaîne de montagne située au centre de la Chine.

## Géographie
Cet ensemble de montagnes s'étend du nord-ouest au sud-est et sépare la province du Hubei du Henan (au nord) et de l'Anhui (à l'est).
Le sommet principal du massif est l'aiguille du Cheval Blanc (白马尖), dans le comté de Huoshan, qui culmine à 1 777 m d'altitude.

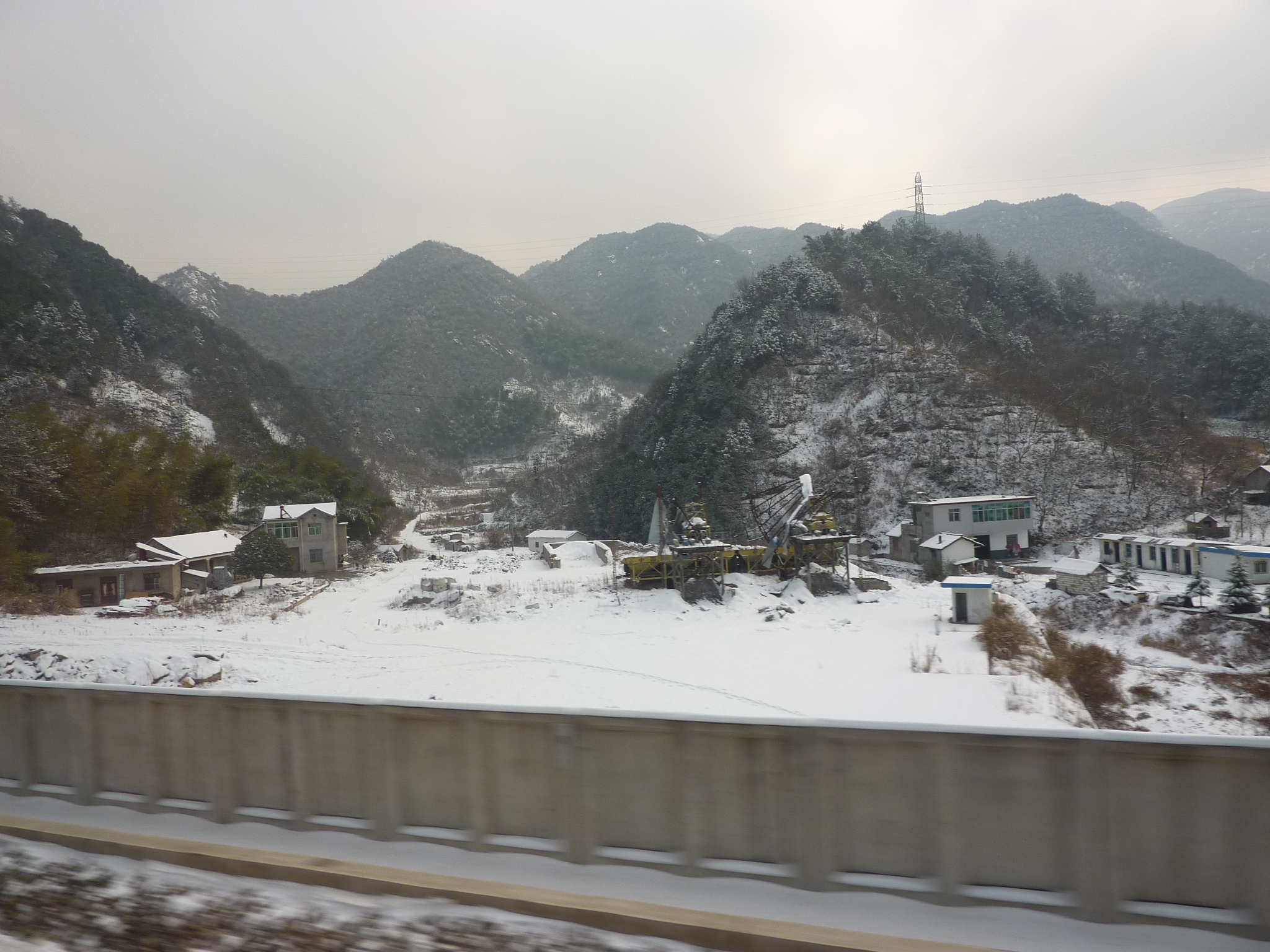